# Kępiniec
Kępiniec – niezamieszkana osada w Polsce położona w województwie zachodniopomorskim, w powiecie choszczeńskim, w gminie Pełczyce. W latach 1975–1998 miejscowość administracyjnie należała do województwa gorzowskiego. Osada wchodzi w skład sołectwa Niesporowice. 

## Geografia
Osada leży ok. 3,8 km na południe od Niesporowic.